# Écran thermique
Un écran thermique est un dispositif destiné à protéger une machine, un organe, une personne, d'une source de la chaleur intense, cet écran est fait d'une matière qui ne craint évidemment pas les fortes chaleurs.
Les termes correspondants en anglais sont thermal screen et heat screen.

## Astronautique
Un bouclier thermique, dans le domaine de l'astronautique, est un dispositif destiné à isoler thermiquement une partie d'un engin spatial.

## Mécanique
Dans la construction des véhicules automobiles, on utilise des écrans thermiques afin de protéger les éléments sensibles des sources de chaleurs importantes : moteur à combustion interne, pot d'échappement, pot catalytique. Ce ne sont souvent que de simple tôles interposée, qui, combinées avec un flux d'air, absorbent et dévient le rayonnement thermique.

## Bâtiment
Lors de la construction ou de la rénovation des bâtiments, on incorpore des écrans thermiques dans les murs afin de réaliser une bonne isolation thermique (voir Pare-flamme).

## Industrie
Dans de nombreuses industries, les organes de commande et les hommes ne peuvent rester à proximité de certaines infrastructures (four, laminoirs, etc.) sans protection ; celle-ci est assurée par des écrans thermiques.

## Biologie
Le terme « écran thermique » est également utilisé pour désigner la mince couche d'air à 28 °C qui se trouve en contact avec la peau d'un organisme humain. Cette température est ainsi celle à laquelle, sans vêtements, on n'a ni froid, ni chaud.

## Référence
- Arrêté du 20 février 1995 relatif à la terminologie des sciences et techniques spatiales.